# Rozalia Mancewicz
Rozalia Mancewicz, née le 27 juin 1987 à Melbourne en Australie, est la 35e Miss Pologne. 

## Biographie
Née à Melbourne, Rozalia Mancewicz fait ses études à l’université de Białystok.
Le 11 décembre 2010, elle est l’une des 18 finalistes de l’élection de Miss Pologne 2011 qui se déroule à Łódź. À la fin de l’élection, elle est couronnée 35e Miss Pologne ce qui lui permet de participer à l’élection de Miss Univers 2011 qui se déroulera le 12 septembre 2011 à São Paulo au Brésil.

## Titre
- Miss Teen Pologne 2004
- 3e dauphine de Miss Tourism Queen international 2005